# Gauss (велокоманда)
Gauss (UCI код: GAU) — бывшая итальянская женская профессиональная велокоманда, выступавшая в элитных шоссейных велогонках, таких как Женский мировой шоссейный кубок UCI. В сезоне 2012 года команда объединилась с MCipollini-Giambenini.

## История команды
Gauss была женской велосипедной командой, базировавшейся в итальянском Брешиа.
Команду спонсировала компания Gauss — производитель магнитных подъёмных инструментов, который с 2012 года стал спонсором команды MCipollini Giambenini, что привело к слиянию двух команд.
Самой известной гонщицей команды в 2010 году была Джорджа Бронцини, которая в том же году завоевала свой первый титул чемпионки мира по шоссейному велоспорту. 
Команда была расформирована по окончании сезона шоссейных велогонок 2011 года.

## Спонсоры
С 2005 по 2007 год команду финансировал велосипедный бренд FRW. С 2008 по 2011 год главным партнёром команды являлась компания Gauss magneti. С 2008 по 2010 год спонсором команды выступала также компания RDZ, специализирующаяся на отоплении. В тот же период команду финансировала компания Ormu, занимающаяся офисным оборудованием. В 2009 году команда носила имя велосипедного бренда Colnago.

## Руководство
В 2005 году командой руководили Дебора Ломбини и Марчелло Бартоли. В 2006 году менеджером команды был Фаусто Тардоцци. Ему помогал Паоло Брикколани. С 2006 по 2007 год Патриция Барчи была представителем команды в UCI. С 2007 года и до момента роспуска команды её менеджером была Луизиана Пегораро, пришедшая из команды Forno d'Asolo. С 2008 по 2011 год представителем команды в UCI был Луиджи Кастелли. В 2011 году менеджером также был Фортунато Лаккуанити, который в 2012 году стал руководителем команды Faren Honda.

## Допинг
В июле 2007 года проба Елены Кучинской дала положительный результат на фуросемид по результатам анализа, проведенного во время Тура Бохума. Она была отстранена до сентября 2009 года. В 2010 году она вернулась в команду.

## Рейтинги UCI
В таблице ниже представлены мировые рейтинги команды по итогам различных туров, а также её лучший гонщик в личном зачёте.
| Мировой рейтинг UCI | Мировой рейтинг UCI | Мировой рейтинг UCI      | Мировой рейтинг UCI |
| Год                 | Командный рейтинг   | Лучший гонщик в рейтинге |                     |
| ------------------- | ------------------- | ------------------------ | ------------------- |
| 2009                | 14-й                | Эдита Пучинскайте (40-й) |                     |
| 2010                | 5-й                 | Джорджа Бронцини (8-й)   |                     |
| 2011                | 8-й                 | Татьяна Антошина (11-й)  |                     |
|                     |                     |                          |                     |
| Источник: UCI       |                     |                          |                     |

## Предыдущие сезоны
| Состав 2005   | Состав 2005   | Состав 2005        | Состав 2005 |
| Гонщик        | Дата рождения | Предыдущая команда |             |
| ------------- | ------------- | ------------------ | ----------- |
|               |               |                    |             |
| Источник: UCI |               |                    |             |

| Победы | Победы | Победы | Победы     | Победы | Победы |
| Дата   | Гонка  | Кат.   | Победитель |        |        |
| ------ | ------ | ------ | ---------- | ------ | ------ |

| Состав 2006   | Состав 2006   | Состав 2006        | Состав 2006 |
| Гонщик        | Дата рождения | Предыдущая команда |             |
| ------------- | ------------- | ------------------ | ----------- |
|               |               |                    |             |
| Источник: UCI |               |                    |             |

| Победы | Победы | Победы | Победы     | Победы | Победы |
| Дата   | Гонка  | Кат.   | Победитель |        |        |
| ------ | ------ | ------ | ---------- | ------ | ------ |

| Состав 2007   | Состав 2007   | Состав 2007        | Состав 2007 |
| Гонщик        | Дата рождения | Предыдущая команда |             |
| ------------- | ------------- | ------------------ | ----------- |
|               |               |                    |             |
| Источник: UCI |               |                    |             |

| Победы | Победы | Победы | Победы     | Победы | Победы |
| Дата   | Гонка  | Кат.   | Победитель |        |        |
| ------ | ------ | ------ | ---------- | ------ | ------ |

| Состав 2008   | Состав 2008   | Состав 2008        | Состав 2008 |
| Гонщик        | Дата рождения | Предыдущая команда |             |
| ------------- | ------------- | ------------------ | ----------- |
|               |               |                    |             |
| Источник: UCI |               |                    |             |

| Победы | Победы | Победы | Победы     | Победы | Победы |
| Дата   | Гонка  | Кат.   | Победитель |        |        |
| ------ | ------ | ------ | ---------- | ------ | ------ |

| Состав 2009                         | Состав 2009     | Состав 2009                              | Состав 2009 |
| Гонщик                              | Дата рождения   | Предыдущая команда                       |             |
| ----------------------------------- | --------------- | ---------------------------------------- | ----------- |
| Татьяна Антошина                    | 27 июля 1982    | Fenixs (2008)                            |             |
| Юлия Мартисова                      | 15 июня 1976    | Fenixs-Colnago (2006)                    |             |
| Эдита Пучинскайте (3 июн–31 дек)    | 27 ноября 1975  | Equipe Nürnberger Versicherung (2008)    |             |
| Вероника Алессио (15 май–31 дек)    | 12 декабря 1987 | SC Michela Fanini Record Rox (2008)      |             |
| Эмануэла Аццини                     | 6 октября 1981  | CMAX Dila-Guerciotti-Cogeas (2007)       |             |
| Мония Баккаилле (1 июн–1 дек)       | 10 апреля 1984  | Fenixs (2008)                            |             |
| Валентина Бастианелли (1 янв–8 июн) | 4 декабря 1987  | SC Michela Fanini Record Rox (2008)      |             |
| Таня Бельведерези                   | 31 января 1977  | Top Girls Fassa Bortolo Raxy Line (2006) |             |
| Chiara Bortolus                     | 7 июня 1988     |                                          |             |
| Мартина Корацци                     | 8 июня 1979     | Let's Go Finland (2004)                  |             |
| Элис Донадони (20 июн–31 дек)       | 8 декабря 1988  | Team CMAX Dila (2009)                    |             |
| Татьяна Гудерцо (1 янв–31 май)      | 22 августа 1984 | AA Drink-Cycling Team (2007)             |             |
| Эва Лехнер                          | 1 июля 1985     | Fenixs-Colnago (2006)                    |             |
| Элеонора Суэлотто                   | 16 декабря 1988 |                                          |             |
| Марта Тальяферро (1 июн–31 дек)     | 4 ноября 1989   | Titanedi-Frezza-Acca Due O (2008)        |             |
|                                     |                 |                                          |             |
| Источник: UCI                       |                 |                                          |             |

| Победы | Победы | Победы | Победы     | Победы | Победы |
| Дата   | Гонка  | Кат.   | Победитель |        |        |
| ------ | ------ | ------ | ---------- | ------ | ------ |

| Состав 2010       | Состав 2010     | Состав 2010                         | Состав 2010 |
| Гонщик            | Дата рождения   | Предыдущая команда                  |             |
| ----------------- | --------------- | ----------------------------------- | ----------- |
| Юлия Мартисова    | 15 июня 1976    | Fenixs-Colnago (2006)               |             |
| Эдита Пучинскайте | 27 ноября 1975  | Team CMAX Dila (2009)               |             |
| Вероника Алессио  | 12 декабря 1987 | SC Michela Fanini Record Rox (2008) |             |
| Алессандра Борчи  | 15 августа 1983 | Safi-Pasta Zara-Titanedi (2009)     |             |
| Джиада Боргато    | 15 июня 1989    | Selle Italia Ghezzi (2009)          |             |
| Мартине Брас      | 17 мая 1978     | Selle Italia Ghezzi (2009)          |             |
| Джорджа Бронцини  | 3 августа 1983  | Safi-Pasta Zara-Titanedi (2009)     |             |
| Элис Донадони     | 8 декабря 1988  | Team CMAX Dila (2009)               |             |
| Елена Кучинская   | 11 декабря 1984 |                                     |             |
| Флавия Оливейра   | 27 октября 1981 | SC Michela Fanini Record Rox (2009) |             |
| Элеонора Суэлотто | 16 декабря 1988 |                                     |             |
|                   |                 |                                     |             |
| Источник: UCI     |                 |                                     |             |

| Победы | Победы | Победы | Победы     | Победы | Победы |
| Дата   | Гонка  | Кат.   | Победитель |        |        |
| ------ | ------ | ------ | ---------- | ------ | ------ |

| Состав 2011           | Состав 2011     | Состав 2011                     | Состав 2011 |
| Гонщик                | Дата рождения   | Предыдущая команда              |             |
| --------------------- | --------------- | ------------------------------- | ----------- |
| Татьяна Антошина      | 27 июля 1982    | Valdarno (2010)                 |             |
| Юлия Мартисова        | 15 июня 1976    | Fenixs-Colnago (2006)           |             |
| Алессандра Борчи      | 15 августа 1983 | Safi-Pasta Zara-Titanedi (2009) |             |
| Кристель Феррье-Брюно | 8 июля 1979     | Vienne Futuroscope (2010)       |             |
| Лорена Фореси         | 11 апреля 1988  | Safi-Pasta Zara (2010)          |             |
| Sylwia Kapusta        | 8 декабря 1982  | Safi-Pasta Zara (2010)          |             |
| Елена Кучинская       | 11 декабря 1984 |                                 |             |
| Валентина Скандолара  | 1 мая 1990      | Vaiano Solaristech (2010)       |             |
| Элеонора Суэлотто     | 16 декабря 1988 |                                 |             |
| Луиза Таманини        | 31 января 1980  | ACS Chirio-Forno d'Asolo (2010) |             |
| Орор Верхувен         | 15 января 1990  | ESGL 93-GSD Gestion (2010)      |             |
| Ambra Zago            | 5 июня 1991     |                                 |             |
| Сузанна Дзордзи       | 13 марта 1992   |                                 |             |
|                       |                 |                                 |             |
| Источник: UCI         |                 |                                 |             |

| Победы | Победы | Победы | Победы     | Победы | Победы |
| Дата   | Гонка  | Кат.   | Победитель |        |        |
| ------ | ------ | ------ | ---------- | ------ | ------ |